# Andreas Gydesen
Andreas Gydesen (født 1935 i Haderslev) var var en dansk atlet som var medlem af Haderslev Idrætsforening. Han var ottedobbelt dansk mester i fire- og femkamp og en af Danmarks bedste og på landsholdet på 400 meter hæk. Som 17-årig opnåede han fire kampe på Haderslev Fodboldklub’s førstehold, som lå i mesterrækken.
I 1953 færdiguddannede Gydesen sig som lærer. I fire år underviste han på Danmarks Højskole for Legemsøvelser i København, inden han vendte tilbage Sønderjylland som adjunkt og lektor på seminariet i Haderslev.
Gydesen er tidligere formand (1987–1989) og blev æresmedlem af Haderslev Idrætsforening 1989.
Gydesen har sammen med Tage Benjaminsen og Ellen Jørgensen skrevet Instruktionsbog i atletik (1979).
Andreas Gydesen er Karen Gydesens far.

## Danske mesterskaber
- Guld 1965 Femkamp
- Bronze 1963 400 meter hæk 56,1
- Guld 1963 Femkamp
- Guld 1962 Femkamp
- Guld 1960 Femkamp
- Guld 1959 Tikamp 5071
- Sølv 1958 400 meter hæk 57,9
- Sølv 1957 400 meter hæk 57.0
- Guld 1957 Femkamp
- Bronze 1956 400 meter hæk 56,0
- Guld 1956 Femkamp
- Bronze 1955 400 meter hæk 55,0
- Bronze 1954 400 meter hæk 56,5

Denne liste er ufuldstændig; hjælp gerne med at udfylde den.
Flere medaljer i mangekamp mangler.